# طوطی‌های آمازونی
طوطی‌های آمازونی (نام علمی: Pionites) نام یک سرده از تیره طوطیان است.